# Ньиве-Маас

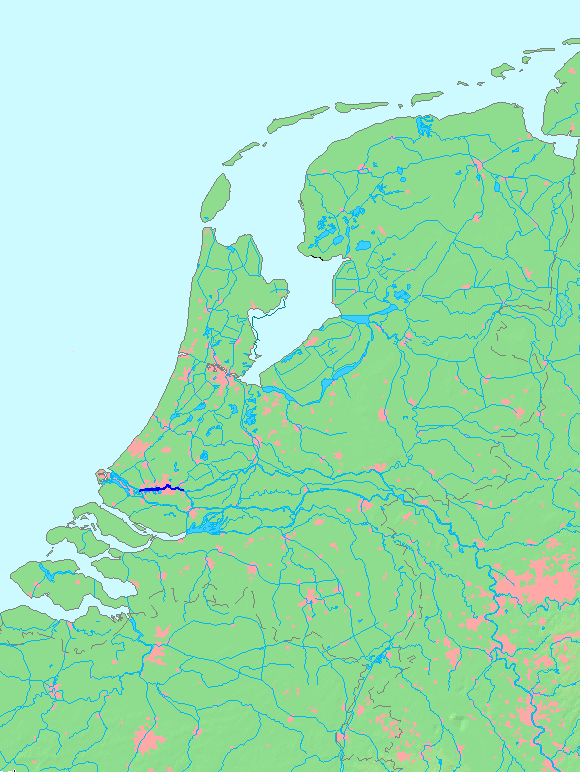
Ньиве-Маас (синяя полоска) в дельте Рейна и Мааса

Ньиве-Маас (нидерл. Nieuwe Maas, МФА: [ˈniwə ˈmaːs], «Новый Маас») — река в Нидерландах, рукав в дельте Рейна и Мааса. Начинается от деревни Киндердейк, где сливаются реки Норд и Лек, и течёт на запад сквозь Роттердам. Река разделяет город на северную и южную части.

Западнее Роттердама, в районе города Влардинген Ньиве-Маас сливается с рекой Ауде-Маас, образуя реку Схёр. Длина реки 24 км.